# Hypocalymma strictum
Hypocalymma strictum är en myrtenväxtart som beskrevs av Johannes Conrad Schauer. Hypocalymma strictum ingår i släktet Hypocalymma och familjen myrtenväxter.

## Underarter
Arten delas in i följande underarter:
- H. s. strictum
- H. s. elongatum